# Armenierfeindlichkeit

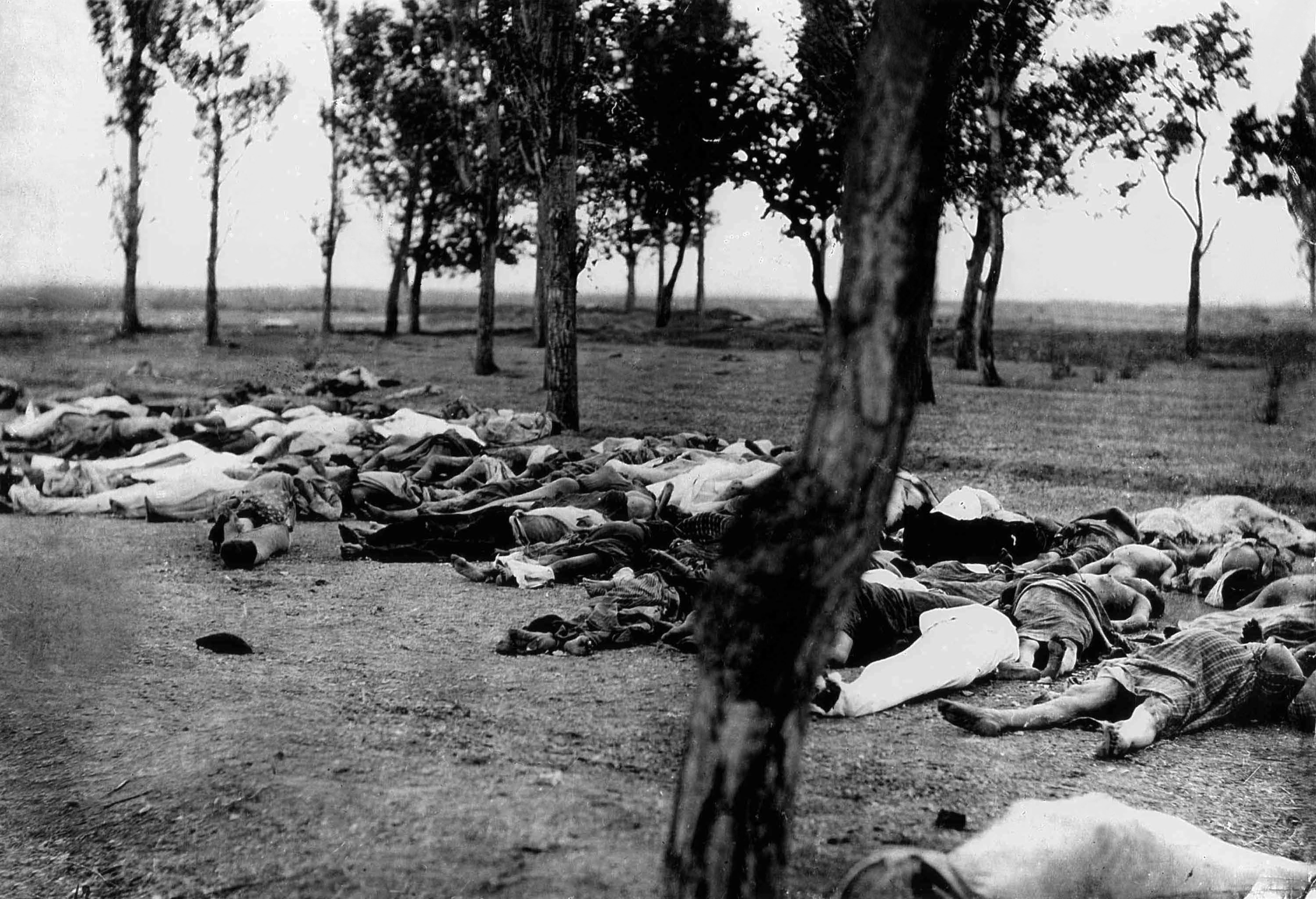
Auf diesem Foto schrieb der Botschafter der Vereinigten Staaten: „Szenen wie diese waren in den Frühlings- und Sommermonaten 1915 in den armenischen Provinzen der Türkei an der Tagesordnung. Tod in mehreren Formen—Massaker, Verhungern, Erschöpfung—vernichtete den Großteil der Flüchtlinge. Die türkische Politik war die einer Vernichtung unter dem Deckmantel der Deportation“.

Armenierfeindlichkeit (armenisch Հակահայկականություն Hakahajkakanut'jun, türkisch Ermeni düşmanlığı) steht stellvertretend für Vorbehalte, Hass, Ablehnung oder Ängste gegenüber Armeniern, dem Staat Armenien oder der armenischen Kultur. 
Die Armenierfeindlichkeit des 20. Jahrhunderts entstand vorwiegend auf geopolitischer und geschichtlicher Basis (diplomatische und strategische Interessen). Heute äußert sich Armenierfeindlichkeit in Ablehnung der Existenz der Armenischen Republik, Geschichtsfälschung oder dem Glauben an eine „armenische Verschwörung“. Armenierfeindlichkeit ist darüber hinaus im Zusammenhang mit dem Bergkarabachkonflikt und dessen Geschichte gegenseitiger Gewalttaten von Armeniern und Aserbaidschanern in Aserbaidschan in Gesellschaft und Politik weit verbreitet.

## Geschichte und Vorfälle
Obwohl es für die Armenier möglich war, im Osmanischen Reich an Status und Wohlstand zu kommen, waren sie als Gemeinschaft Bürger zweiter Klasse und galten dem muslimischen Charakter der osmanischen Gesellschaft als grundlegend fremd. Ab 1893 kam es durch eine Entscheidung von Sultan Abdülhamid II. erstmals zu gezielten Tötungen von zehntausenden Armeniern in den Hamidschen Massakern. Während des Ersten Weltkrieges kam es zum Völkermord an den Armeniern.
Die Schwierigkeiten, die heute der armenischen Minderheit in der Türkei widerfahren, sind das Ergebnis einer antiarmenischen Einstellung von Staat und rechtsextremen Gruppen wie den Grauen Wölfen (Ülkücüler).
Als der Bergkarabachkonflikt ausbrach, siedelten einige Armenier nach Tadschikistan über. Türkische Panturkisten organisierten in den unabhängigen Staaten Zentralasiens anti-christliche und anti-armenische Propagandaaktionen. Unter anderem wurden Gerüchte kolportiert, dass Armenier angeblich in neue Wohnungen in Duschanbe, das damals unter akutem Wohnmangel litt, angesiedelt werden sollten. Ähnliche Falschmeldungen wurden ebenfalls in Sumgait lanciert, was zu einem Massaker führte; trotz des Faktums, dass armenische Flüchtlinge sich nicht in öffentliche Wohnungen ansiedelten – wenn überhaupt nur bei Verwandten. Dies führte zu einem anti-armenischen Pogrom in den Duschanbe-Unruhen, die sowohl gegen die Regierung, als auch gegen Armenier gerichtet waren. Mehr als 20 Personen wurden bei den Ereignissen getötet, und mehr als 500 verwundet.
Direkt nach den Ereignissen in Tadschikistan begannen sich antiarmenische Gewaltakte in andere zentralasiatische Länder wie Turkmenistan auszubreiten.
Im Februar 2004 veröffentlichte der Journalist Hrant Dink einen Artikel in der Tageszeitung Agos mit dem Titel „Das Geheimnis von Sabiha Hatun“, in dem eine ehemalige Bürgerin von Gaziantep, Hripsime Sebilciyan behauptete, Sabiha Gökçens Nichte zu sein, und so deren armenische Herkunft andeutete. Die bloße Vorstellung, dass Gökçen eine Armenierin sein konnte, führte zu Diskussionen in der ganzen Türkei, bis Dink selbst ins Schussfeuer geriet, vor allem von Zeitungskolumnisten und rechtsextremen türkischen Gruppen, welche ihn als Verräter hinstellten. Eine Depesche des US-Konsuls, die von einem Beamten des Konsulats in Istanbul aufgezeichnet und von WikiLeaks veröffentlicht wurde, stellte fest, dass die ganze Angelegenheit „eine hässliche Welle des Rassismus in der türkischen Gesellschaft freisetzte.“
Im Jahre 2004 zog Belge Films, der Filmverleiher in der Türkei, die Veröffentlichung von Atom Egoyans Völkermordfilm Ararat aus dem Programm, nachdem er Drohungen von den Grauen Wölfen erhielt.
Hrant Dink, Chefredakteur der zweisprachigen Wochenzeitung Agos, wurde am 19. Januar 2007 von Ogün Samast ermordet, der auf Anweisung von Yasin Hayal, einem militanten türkischen Rechtsextremisten, handelte. Wegen seiner Aussagen über den Völkermord wurde Dink bereits nach Artikel 301 des türkischen Strafgesetzbuches wegen angeblicher „Beleidigung des Türkentums“ verurteilt. Wegen seiner armenischen Herkunft erhielt er auch zahlreiche Todesdrohungen von türkischen Rechtsextremisten, die seinen „ikonoklastischen“ Journalismus (vor allem über den Völkermord) als einen Akt des Verrats sahen.
Armenierfeindlichkeit vermischt sich zuweilen mit Antisemitismus. Bei einer Pressekonferenz der anti-israelischen Osmangazi Kültür Dernekleri Federasyonu in Eskişehir stand auf Plakaten: “Hunde erlaubt, für Juden und Armenier ist der Eingang geschlossen”.
Am 26. Februar 2012, dem Jahrestag des Chodschali-Massakers, kam es zu antiarmenischen Demonstrationen in Istanbul, in denen zahlreiche Hassreden und Drohungen gegen Armenien und das armenische Volk ausgesprochen wurden. Sprechchöre und Slogans während der Demonstrationen waren: „Ihr seid alle Armenier, ihr seid alle Bastarde!“ (Hepiniz Ermenisiniz, hepiniz piçsiniz!), „Bastarde von Hrant können uns nicht einschüchtern!“ (Hrant'ın piçleri bizi korkutamaz!), und „Heute Taksim, morgen Jerewan: Wir werden in einer Nacht plötzlich auf euch niederfallen.“
2012 bedrohte die rechtsextreme Gruppe ASIM-DER (gegründet 2002) armenische Schulen, Stiftungen und Einzelpersonen in der Türkei als Teil einer antiarmenischen Kampagne.
Der Begriff „Armenier“ ist in der Türkei ein justiziables Schimpfwort. Der türkische Präsident Recep Tayyip Erdoğan sagte 2014 in einem Fernsehinterview: „Was hat man über mich schon alles gesagt! Man hat mich Georgier genannt. Viel schlimmer noch, man hat mich, verzeihen Sie mir den Ausdruck, Armenier genannt.“
Armenierfeindlichkeit existiert laut einigen Historikern und Journalisten in Aserbaidschan auf institutioneller und sozialer Ebene. Armenier sind die „anfälligste Gruppe in Bezug auf Rassismus und rassischer Diskriminierung.“ seit dem Zerfall der Sowjetunion. Als Antwort auf die armenischen Ansprüche organisierten die aserbaidschanischen Nationalisten vor allem die Volksfront Aserbaidschans.
Hacıbala Abutalıbov, damaliger Bürgermeister von Baku und zwischenzeitlich stellvertretender aserbaidschanischer Ministerpräsident, sagte 2005 zu einer deutschen Delegation: „Unser Ziel ist die vollständige Auslöschung der Armenier. Sie, Nazis, haben bereits die Juden in den 1930er- und 1940er-Jahren eliminiert, richtig? Sie sollten in der Lage sein, uns zu verstehen.“